# Овчарук, Ольга Антоновна
Ольга Антоновна Овчарук (Альхимович; 10 июля 1915, Витебск, Российская империя — 10 февраля 1973, Ленинград, СССР) — Врач-стоматолог, один из основателей стоматологии в Молдавии (МССР).

## Биография
Родилась 10 июля 1915 года в Витебске. Окончила Томский мединститут. После учёбы работала врачом в Томской области. С 1945 года проживала в Молдавской ССР. С 1951 по 1957 год — главный врач Кишиневской стоматологической поликлиники. С 1957 года — заведующая стоматологическим отделением республиканской клинической больницы. С 1 сентября 1961 года приказом министерства здравоохранения была переведена на кафедру стоматологии Кишиневского мединститута, где работала до февраля 1973 года. В этот период занималась исследованием лечения хронического периодонтита. Преподавала стоматологию в Медицинском институте г. Кишинёва. Написала и опубликовала 19 научных работ по данной проблематике и общей стоматологии взрослых и детей.